# Continental Basketball Association 2003-2004
La stagione CBA 2003-2004 fu la 58ª della Continental Basketball Association. Parteciparono 7 squadre in un unico girone.
Rispetto alla stagione precedente, scomparvero i Grand Rapids Hoops.

## Squadre partecipanti
- Dakota Wizards
- Gary Steelheads
- Great Lakes Storm
- Idaho Stampede
- Rockford Lightning
- S. Falls Skyforce
- Yakima Sun Kings

## Classifica
| Squadra              | V  | P  | QW    | PTS   |
| -------------------- | -- | -- | ----- | ----- |
| Dakota Wizards       | 34 | 14 | 114,0 | 216,0 |
| Idaho Stampede       | 34 | 14 | 103,5 | 205,5 |
| Gary Steelheads      | 27 | 21 | 96,0  | 177,0 |
| Rockford Lightning   | 25 | 23 | 96,5  | 171,5 |
| Sioux Falls Skyforce | 23 | 25 | 100,5 | 169,5 |
| Great Lakes Storm    | 15 | 33 | 83,0  | 128,0 |
| Yakima Sun Kings     | 10 | 38 | 78,5  | 108,5 |

## Play-off

### Semifinali
| Bismarck 9 marzo 2004                           | Dakota Wizards | 111 – 105 (23-23, 48-48, 76-75) | Rockford Lightning | Bismarck Civic Center |
| \| \| \| \| \| Keys 27 \| Punti \| 31 Fields \| |                |                                 |                    |                       |
|                                                 |                |                                 |                    |                       |
| Keys 27                                         | Punti          | 31 Fields                       |                    |                       |

| Bismarck 10 marzo 2004, ore 19:05                   | Dakota Wizards | 111 – 117 (30-25, 58-53, 82-82) | Rockford Lightning | Bismarck Civic Center (2.463 spett.) |
| \| \| \| \| \| Carter 23 \| Punti \| 31 Ferguson \| |                |                                 |                    |                                      |
|                                                     |                |                                 |                    |                                      |
| Carter 23                                           | Punti          | 31 Ferguson                     |                    |                                      |

| Bismarck 14 marzo 2004, ore 18:05 | Dakota Wizards | 120 – 101 | Rockford Lightning | Bismarck Civic Center |

| Rockford 17 marzo 2004 | Rockford Lightning | 107 – 108 | Dakota Wizards |  |

| 9 marzo 2004 | Idaho Stampede | 107 – 98 | Gary Steelheads |  |

| 10 marzo 2004 | Idaho Stampede | 98 – 90 | Gary Steelheads |  |

| Gary 12 marzo 2004                              | Gary Steelheads | 100 – 97  | Idaho Stampede | Genesis Convention Center (3.132 spett.) |
| \| \| \| \| \| Rich 30 \| Punti \| 22 Bailey \| |                 |           |                |                                          |
|                                                 |                 |           |                |                                          |
| Rich 30                                         | Punti           | 22 Bailey |                |                                          |

| Gary 13 marzo 2004, ore 19:05                         | Gary Steelheads | 108 – 111    | Idaho Stampede | Genesis Convention Center |
| \| \| \| \| \| McElroy 28 \| Punti \| 28 McPherson \| |                 |              |                |                           |
|                                                       |                 |              |                |                           |
| McElroy 28                                            | Punti           | 28 McPherson |                |                           |

### Finale
| Bismarck 22 marzo 2004, ore 18:05                | Dakota Wizards | 132 – 129 (?, 65-69, 97-97) | Idaho Stampede | Bismarck Civic Center (5.130 spett.) |
| \| \| \| \| \| Carter 36 \| Punti \| 27 Davis \| |                |                             |                |                                      |
|                                                  |                |                             |                |                                      |
| Carter 36                                        | Punti          | 27 Davis                    |                |                                      |

### Tabellone
|  | Semifinali | Semifinali | Semifinali |       |        | Finale | Finale | Finale |  |
|  |            |            |            |       |        |        |        |        |  |
|  | 1          | Dakota     | 3          |       |        |        |        |        |  |
|  | 1          | Dakota     | 3          |       |        |        |        |        |  |
|  | 4          | Rockford   | 1          |       |        |        |        |        |  |
|  | 4          | Rockford   | 1          |       | Dakota | Dakota | 1      |        |  |
|  |            |            |            |       | Dakota | Dakota | 1      |        |  |
|  |            |            | Idaho      | Idaho | 0      |        |        |        |  |
|  | 3          | Gary       | Idaho      | Idaho | 0      | 1      |        |        |  |
|  | 3          | Gary       |            |       |        |        |        |        |  |
|  | 2          | Idaho      | 3          |       |        |        |        |        |  |

## Vincitore
| Campione CBA 2004          |
| -------------------------- |
| Dakota Wizards (2º titolo) |

## Statistiche
| Categoria             | Giocatore        | Squadra              | Stat |
| --------------------- | ---------------- | -------------------- | ---- |
| Punti per gara        | Ronnie Fields    | Rockford Lightning   | 24,9 |
| Rimbalzi per gara     | Leon Smith       | Great Lakes Storm    | 12,2 |
| Assist per gara       | Jemeil Rich      | Gary Steelheads      | 10,6 |
| Palle rubate per gara | Ronnie Fields    | Rockford Lightning   | 3,2  |
| Stoppate per gara     | Leon Smith       | Great Lakes Storm    | 1,8  |
| FG%                   | Mario Woodson    | Idaho Stampede       | 65,0 |
| FT%                   | Darrick Martin   | Sioux Falls Skyforce | 90,1 |
| 3FG%                  | Anthony Goldwire | Yakima Sun Kings     | 47,3 |

## Premi CBA
- CBA Most Valuable Player: Josh Davis[8], Idaho Stampede
- CBA Coach of the Year: Dave Joerger[9], Dakota Wizards
- CBA Defensive Player of the Year: DeSean Hadley[10], Idaho Stampede
- CBA Newcomer of the Year: Josh Davis[11], Idaho Stampede
- CBA Rookie of the Year: David Bailey[12], Idaho Stampede
- CBA Playoff MVP: Maurice Carter, Dakota Wizards
- All-CBA First Team:[13]
  - Josh Davis, Idaho Stampede
  - Leonard White, Sioux Falls Skyforce
  - Anthony Goldwire, Yakima Sun Kings
  - Kaniel Dickens, Dakota Wizards
  - Ronnie Fields, Rockford Lightning
- All-CBA Second Team:
  - DeSean Hadley, Idaho Stampede
  - David Jackson, Sioux Falls Skyforce
  - Jemeil Rich, Gary Steelheads
  - Maurice Carter, Dakota Wizards
  - Randy Livingston, Idaho Stampede
- CBA All-Defensive First Team:[14]
  - DeSean Hadley, Idaho Stampede
  - Immanuel McElroy, Gary Steelheads
  - Jemeil Rich, Gary Steelheads
  - Leonard White, Sioux Falls Skyforce
  - Leon Smith, Great Lakes Storm
- CBA All-Rookie First Team:
  - David Bailey, Idaho Stampede
  - Josh Davis, Idaho Stampede
  - David Jackson, Sioux Falls Skyforce
  - Kaniel Dickens, Dakota Wizards